# História do Brasil (Bloch Editores)
História do Brasil (Bloch Editores) é uma coleção em três volumes sobre história do Brasil lançada pela editora de Adolpho Bloch em 1972.
É uma das principais produções da literatura historiográfica brasileira; de Tounay a Cândido Portinari, a coleção é rica em imagens ao reproduzir centenas de quadros a óleo, gravuras, litografias, desenhos, aquarelas, cartas geográficas e fotografias.
Em agosto de 1997 foi relançada com modificações.

## Autores
A coleção foi coordenada por Herculano Gomes Matias, sócio do Instituto Histórico e Geográfico Brasileiro; por Lauryston Guerra e por Affonso Celso V. de Carvalho. Os demais construtores da coleção foram: Elizabeht Maria Loureiro, Lucia Rios Ricci, Daniel Sandler, Therezinha Marly Alves, Ângela Motta Lima e Geraldo Pinto Vieira.